# Valentino Garavani
Valentino Clemente Ludovico Garavani (ur. 11 maja 1932 w Voghera) – włoski projektant mody oraz założyciel domu mody Valentino S.p.A.

## Życiorys
Urodził się 11 maja 1932 roku w Lombardii, północnym regionie Włoch. W 1949 przeprowadził się do Paryża, aby studiować na École des Beaux-Arts. Po zyskaniu dyplomu w 1957 rozpoczął pracę dla atelier Guya Laroche. W 1959 zakończył współpracę z niewielkim domem mody, aby powrócić do Włoch i założyć własną firmę.
W 1959 otworzył dom mody Valentino przy via Condotti w Rzymie. W tym samym roku poznał Giancarlo Giammettiego, studenta architektury, którego wsparcie w budowaniu marki modowej pomogło osiągnąć mu sukces. Giammetti zajął się zarządzaniem firmą, aby Garavani mógł tworzyć projekty modowe. Debiut kolekcji Valentino nastąpił w lipcu 1962 podczas pokazu w Palazzo Pitti we Florencji.
W 1989 otworzył w Rzymie Akademię Valentino (Academie Valentino), w której odbywały się pokazy i wystawy. W 2007 przeszedł na emeryturę, ustępując miejsca Alessandrze Facchinetti, jako dyrektor kreatywnej domu mody.

### Życie prywatne
Był zaręczony z aktorką Marilù Tolo. Od 1960 pozostaje w nieformalnym związku z Giancarlo Giammettim.

## Nagrody i wyróżnienia
- 2023: British Fashion Council wręczyło Fashion Awards za osiągnięcia w branży modowej (Outstanding Achievement Award)[5],
- 2021: Order Sztuki i Literatury (Commandeur de l'ordre des Arts et des Lettres) za wkład w rozwój mody[1],
- 2006: Order Legii Honorowej (6th Legion d'Honneur)[6].

## Obecność w kulturze
Opowiada o nim film dokumentalny Valentino: Ostatni cesarz wielkiej mody (2008) w reżyserii Matta Tyrnauera.
Wystąpił w filmie Diabeł ubiera się u Prady. W 2016 pojawił się w filmie Zoolander 2 (występ cameo).